# Гай Цестій Галл (консул 35 року)
Гай Це́стій Галл (лат. Gaius Cestius Gallus; I століття) — політичний і державний діяч Римської імперії, консул 35 року.

## Біографія
Походив з плебейського роду Цестіїв. Про батьків, молоді роки його відомостей не збереглося.
21 року ввійшов до складу римського сенату, виступав на його засіданнях, відомо, що він успішно звинуватив Аннія Руфіла. У 32 році він звинуватив претора Квінта Сервея та вершника Мінуція Терма — друзів Луція Елія Сеяна в участі у заколоті проти імператора Тиберія, зачитавши обвинувачення, підготовлене самим Тиберієм. У 35 році його було обрано консулом разом з Марком Сервілієм Ноніаном, посаду ймовірно отримав на знак подяки від Тиберія.
З того часу про подальшу долю Гая Цестія Галла згадок немає.

## Родина
- Гай Цестій Галл, консул-суффект 42 року.